# シュコダ21Tr
シュコダ21Tr（チェコ語: Škoda 21Tr）は、チェコのシュコダ（シュコダ・オストロフ）が開発・製造したトロリーバス車両。バリアフリーに適したノンステップ車両である。

## 概要

### 構造
ビロード革命によるチェコスロバキア（→チェコ）の民主化を経た1991年以降、シュコダはオストロフの工場でノンステップトロリーバスの開発を進めた。その成果の1つとして、1995年に試作車が完成したのがシュコダ21Trである。
日本ではスケルトン構造とも呼ばれる構造を用いた2軸バスで、車内の前半分、3箇所存在する乗降扉のうち中央部までが床上高さ360 mmの低床構造で、停車時にニーリング機構を用いることで乗降扉付近を270 mmまで下げる事が出来る。一方、後方部分については床上高さが560 mmと高くなっている。車体や車内のデザインはインダストリアルデザイナーのパトリック・コタスが手掛けている。

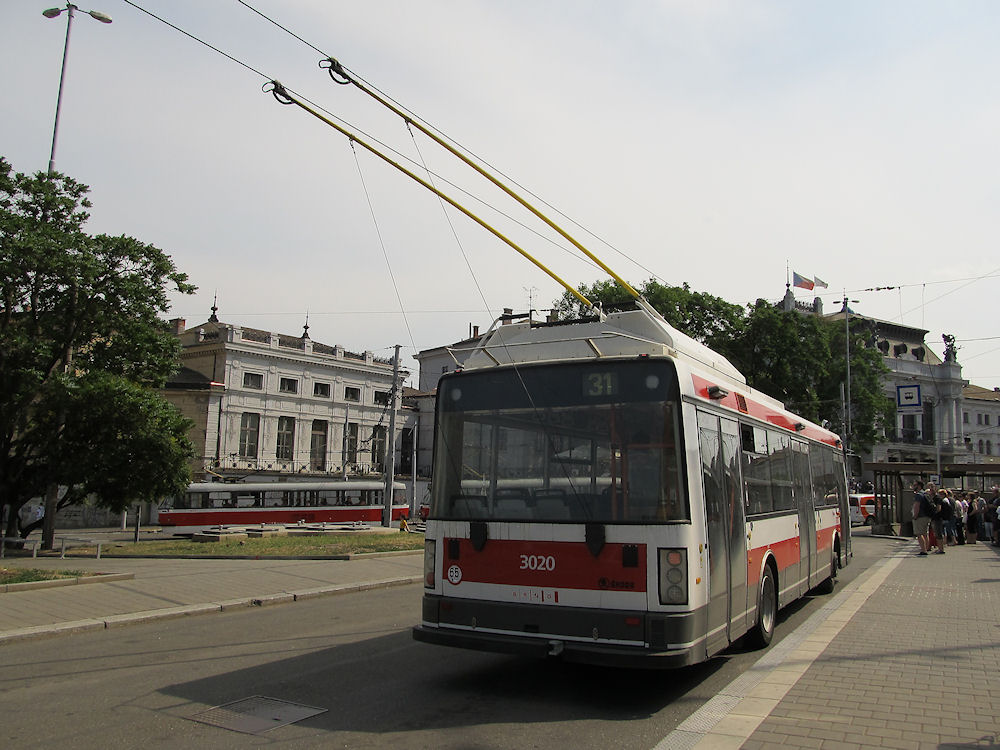
後方（ブルノ）
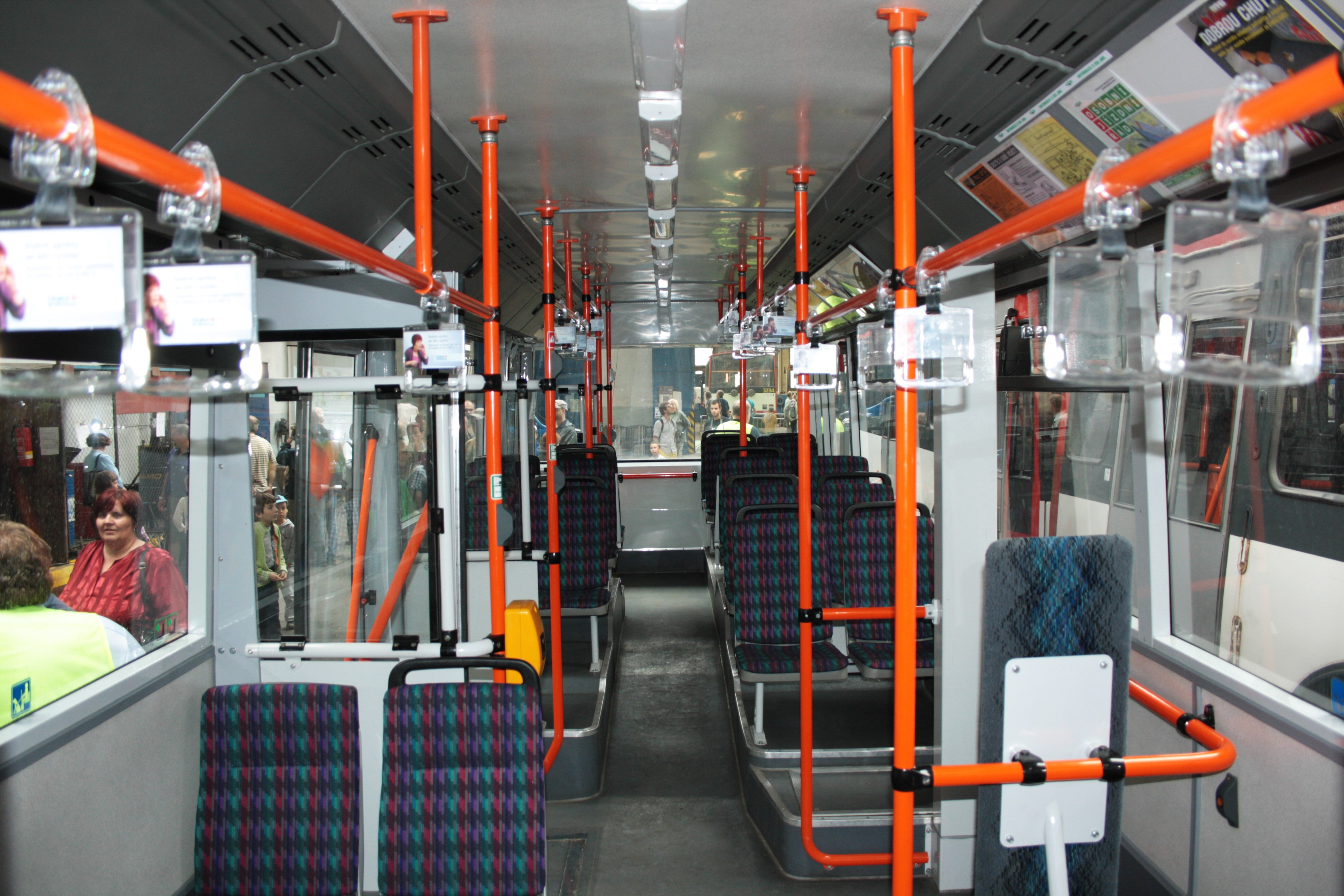
車内（ブルノ）
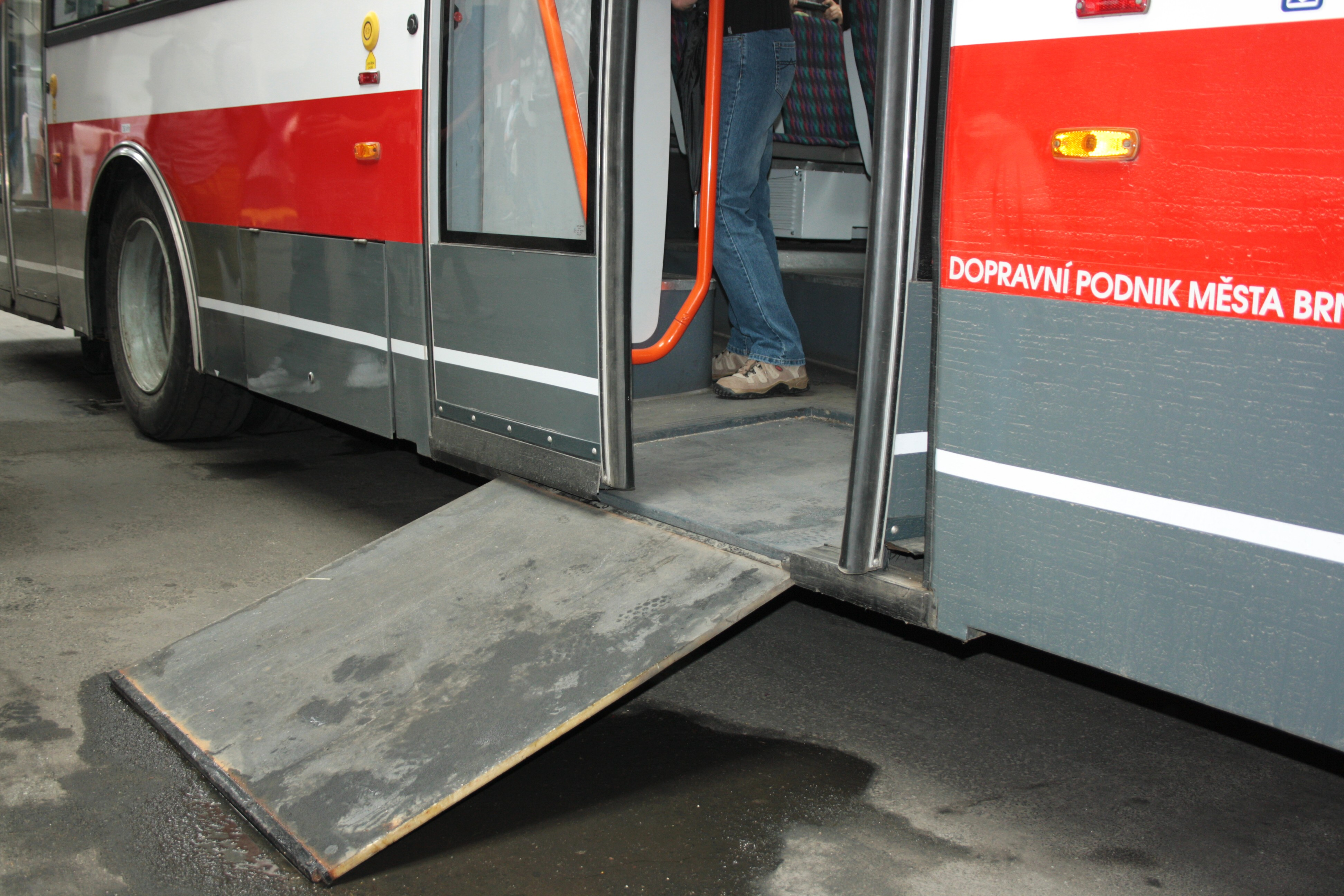
中央部の乗降扉下部には収納式スロープが設置されている（ブルノ）

### 車種
搭載されている機器の相違によって、シュコダ21Trは以下の形式に分けられている。
- 21Tr - シュコダ21Trの基本形式。主電動機はシュコダ製の直流電動機[4]。
- 21TrACG - 消費電力を抑えた誘導電動機を搭載した試作車。チェコ各地のトロリーバス路線で試運転が実施された後は電気機器を外された上でオストロフ工場で保管されていたが、2005年にハンガリーのセゲド（セゲド・トロリーバス（ハンガリー語版））での導入が行われ、現地でセゲレック（英語版）（Cegelec）製のTVプログレス（TV Progress）の搭載が実施され、2022年現在も営業運転に用いられている[7][3]。
- 21TrAC - 誘導電動機を搭載した量産車。
- 21TrACI - 21TrACと同型の誘導電動機に加え、非電化区間でも走行可能なディーゼル発電機が搭載されている車種。プルゼニ（プルゼニ・トロリーバス）やフラデツ・クラーロヴェー（フラデツ・クラーロヴェー・トロリーバス）に導入された[4][8]。
- 21TrIGCT - 制御装置の半導体素子を集積化ゲート転流型サイリスタ（IGCT）に変更した車種。主電動機は21Trと同様の直流電動機。

## 運用・導入都市一覧
1995年に試作車が落成し、1996年に量産車の生産が開始されて以降、2004年のオストロフ工場閉鎖までシュコダ21Trは試作車を含めて135両が製造された。特にブルノ（ブルノ・トロリーバス）には多数の車両が導入されており、2010年代以降はイフラヴァやチェスケー・ブジェヨヴィツェ、フラデツ・クラーロヴェーなど各都市で営業運転を終了した車両を部品取り用を含め多数譲受している。また、それ以外にも廃車となった車両のチェコ国内外（ハンガリー、ウクライナ等）への譲渡事例が多数存在する。
以下、シュコダ21Trの新造車が導入された都市名を記す。
| シュコダ21Tr 導入都市一覧 | シュコダ21Tr 導入都市一覧                                                 | シュコダ21Tr 導入都市一覧 | シュコダ21Tr 導入都市一覧                      |
| 導入国                    | 都市                                                                      | 導入車両数                | 備考                                           |
| ------------------------- | ------------------------------------------------------------------------- | ------------------------- | ---------------------------------------------- |
| ボスニア・ヘルツェゴビナ  | サラエヴォ (サラエヴォ・トロリーバス)                                     | 2両                       |                                                |
| チェコ                    | ブルノ (ブルノ・トロリーバス)                                             | 42両                      | [ 12 ]                                         |
| チェコ                    | フラデツ・クラーロヴェー (フラデツ・クラーロヴェー・トロリーバス)         | 22両                      | [ 10 ] [ 13 ]                                  |
| チェコ                    | プルゼニ (プルゼニ・トロリーバス)                                         | 18両                      | [ 5 ] [ 14 ]                                   |
| チェコ                    | オストラヴァ (オストラヴァ・トロリーバス)                                 | 15両                      | [ 15 ]                                         |
| チェコ                    | パルドゥビツェ (パルドゥビツェ・トロリーバス)                             | 15両                      | [ 16 ]                                         |
| チェコ                    | イフラヴァ (イフラヴァ・トロリーバス)                                     | 10両                      | [ 9 ] [ 17 ]                                   |
| チェコ                    | チェスケー・ブジェヨヴィツェ (チェスケー・ブジェヨヴィツェ・トロリーバス) | 5両                       | [ 18 ]                                         |
| チェコ                    | オパヴァ (オパヴァ・トロリーバス)                                         | 1両                       | [ 19 ]                                         |
| チェコ                    | シュコダ・オストロフ工場                                                  | 1両                       | 試作車 営業運転には使用されなかった            |
| カザフスタン              | アルマトイ                                                                | 1両                       | 繊維強化プラスチックを用いた車体を有した試作車 |
| ハンガリー                | セゲド                                                                    | 2両                       | 1台は試作車(21TrACG)                           |
| スロバキア                | ブラチスラヴァ （ブラチスラヴァ・トロリーバス）                           | 1両                       |                                                |

## ギャラリー

### チェコ

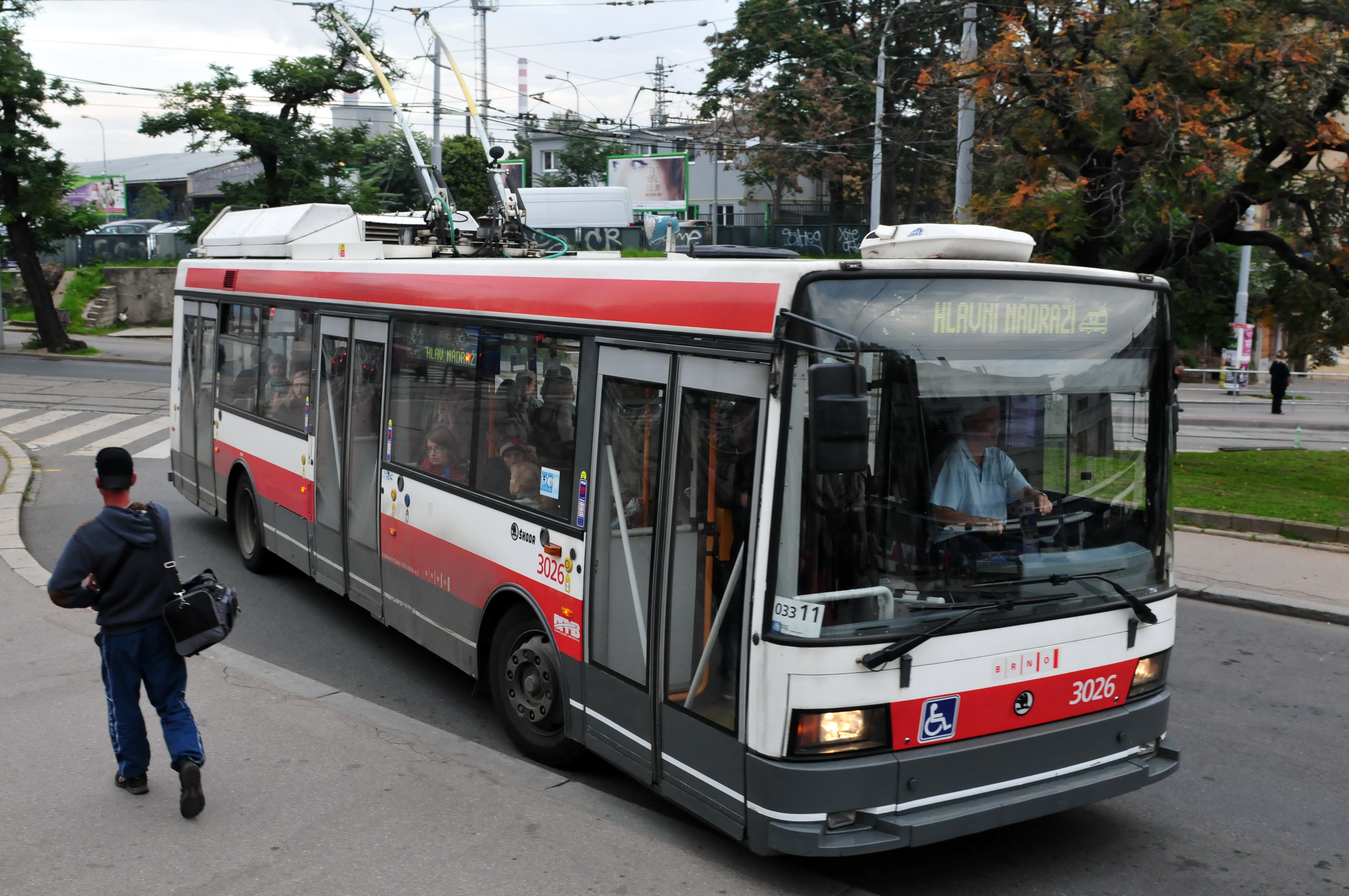
ブルノ
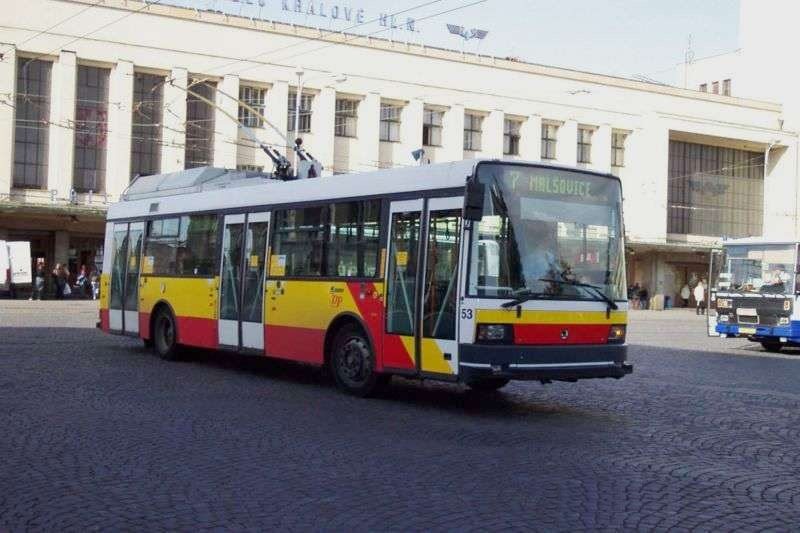
フラデツ・クラーロヴェー
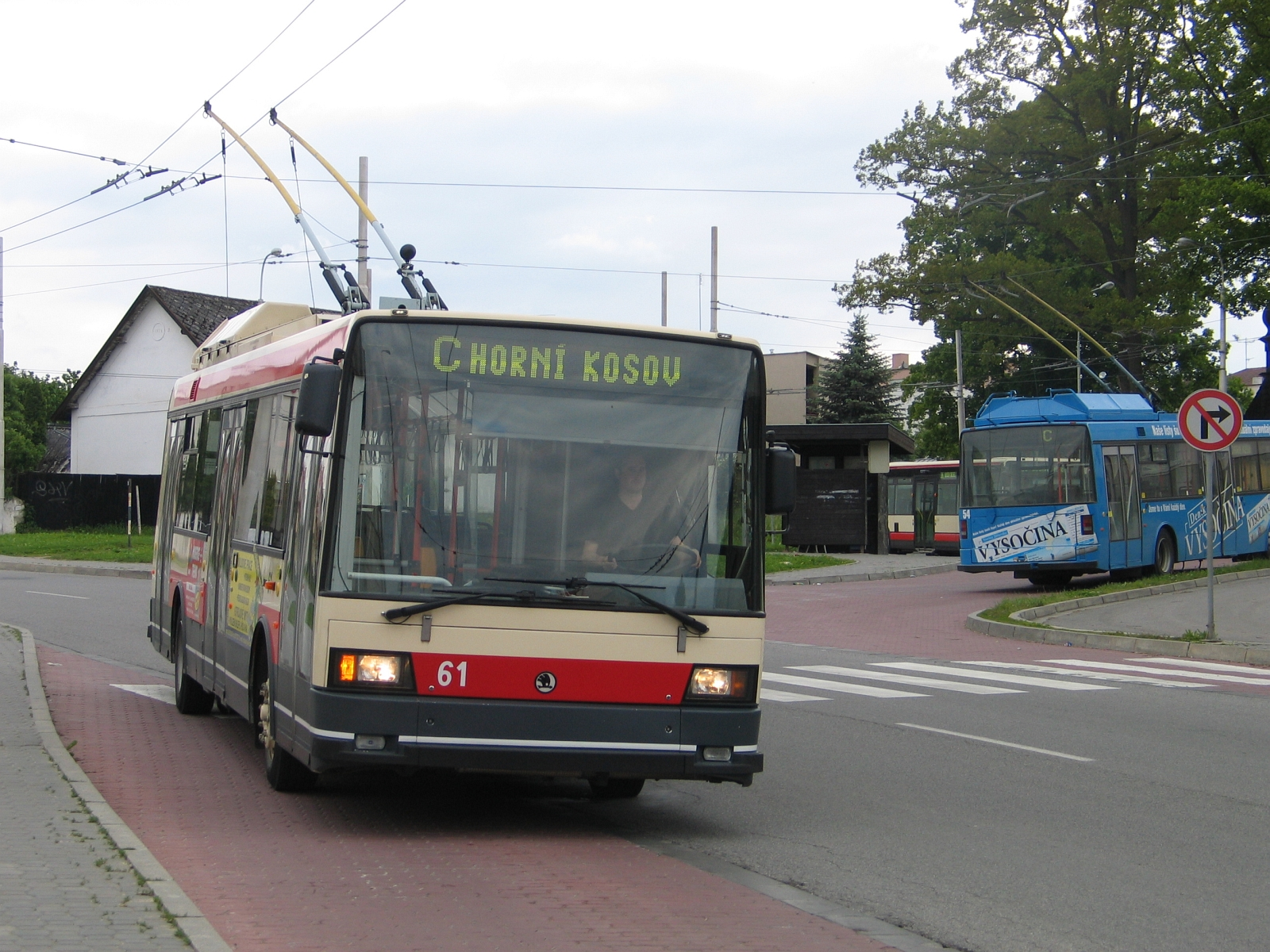
イフラヴァ
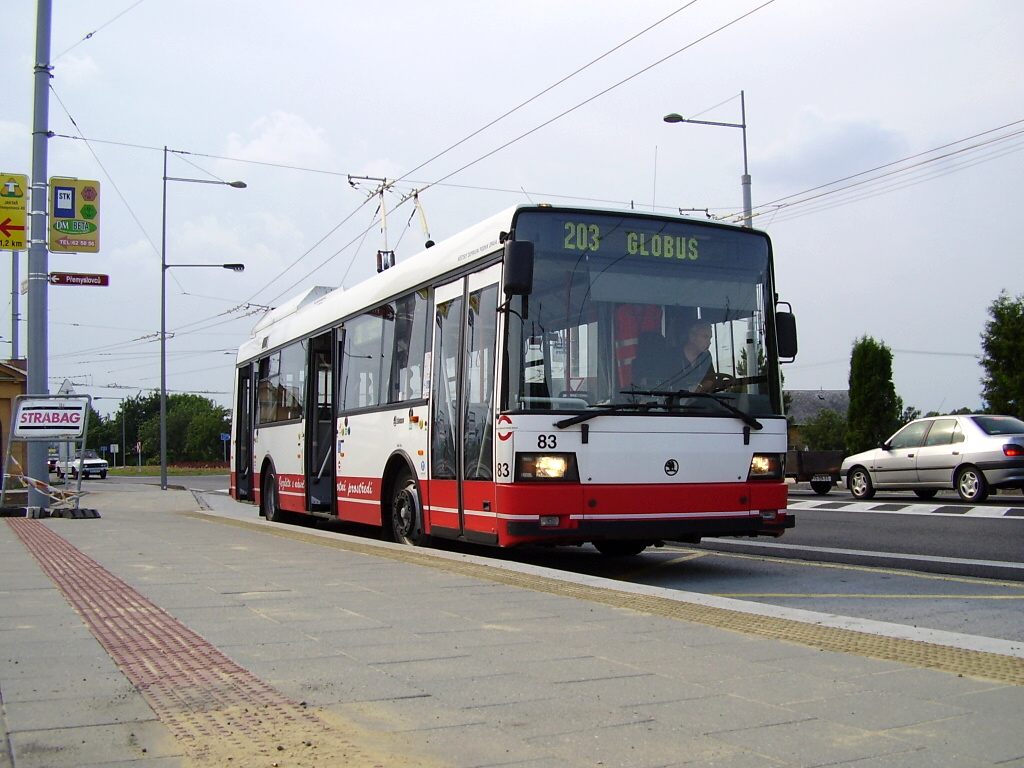
オパヴァ
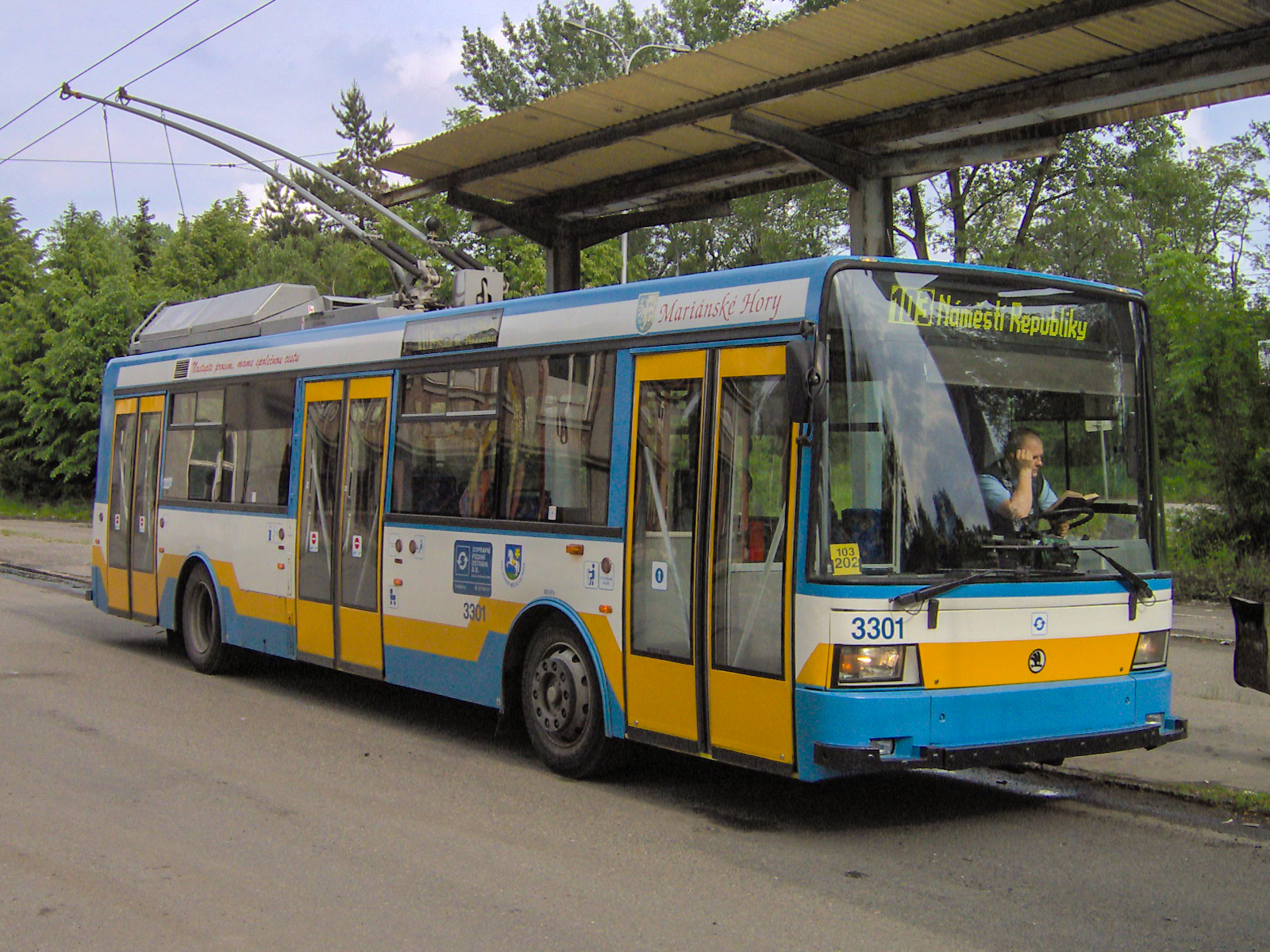
オストラヴァ
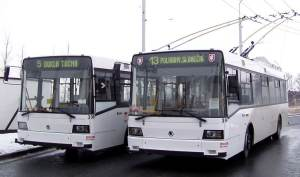
パルドゥビツェ
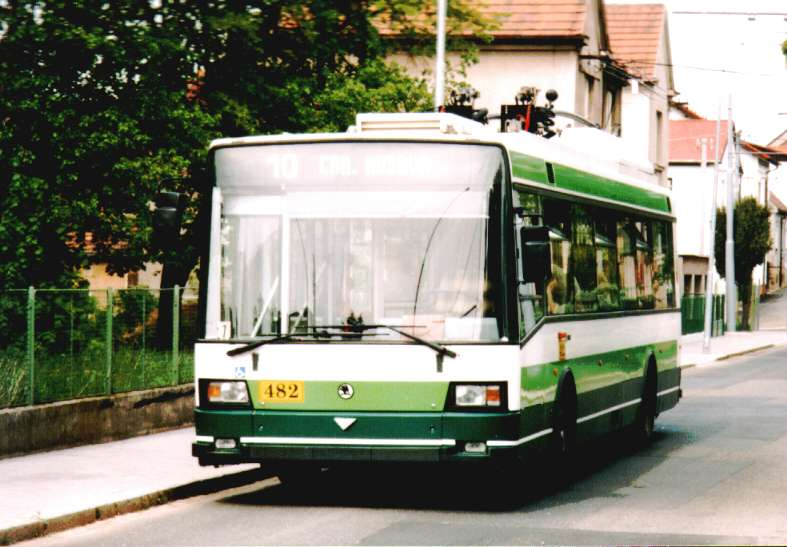
プルゼニ
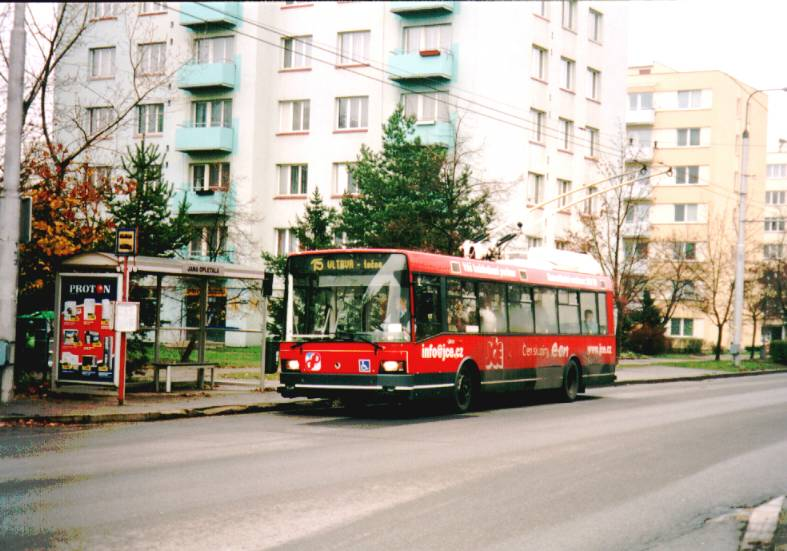
チェスケー・ブジェヨヴィツェ
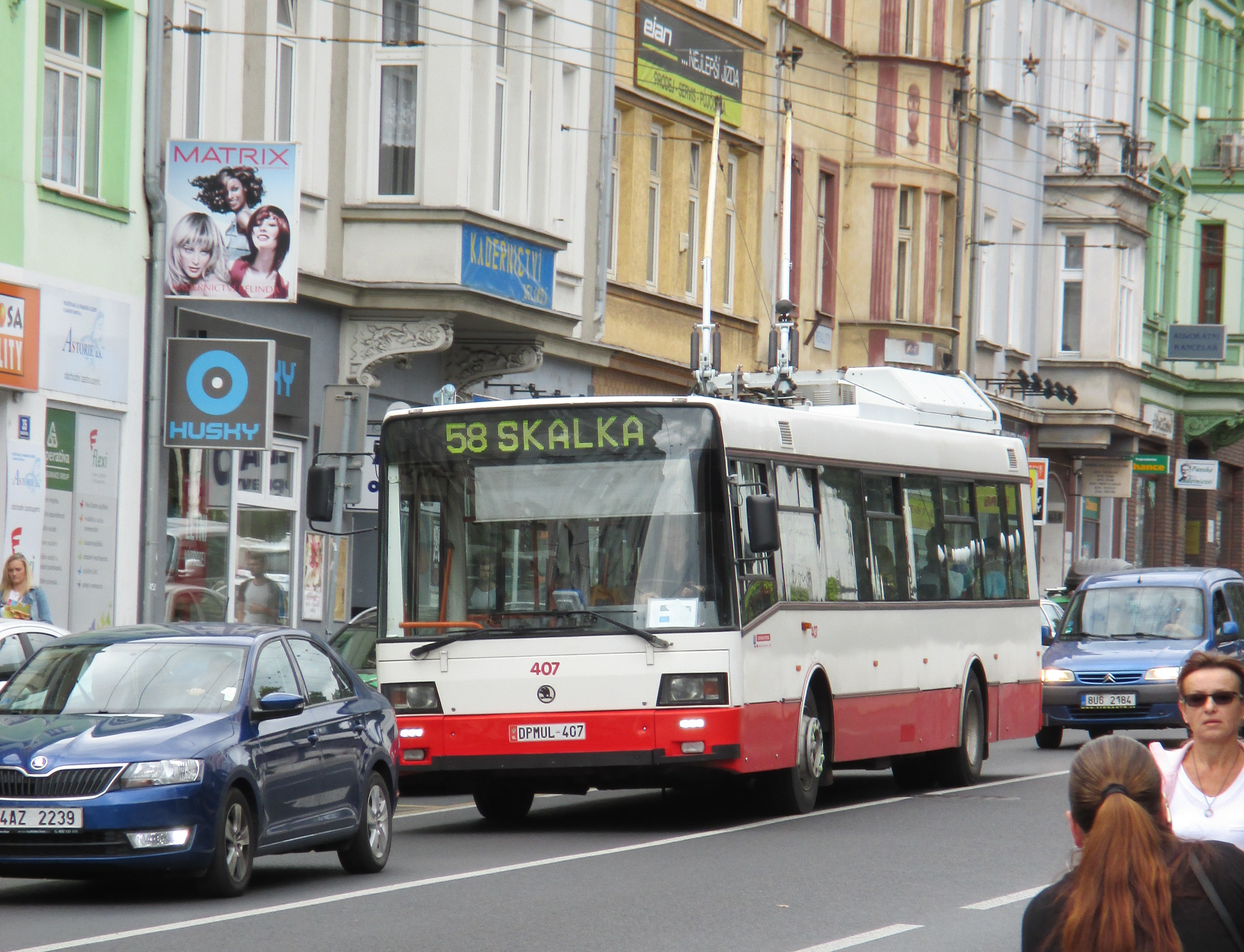
ウースチー・ナド・ラベム

### その他

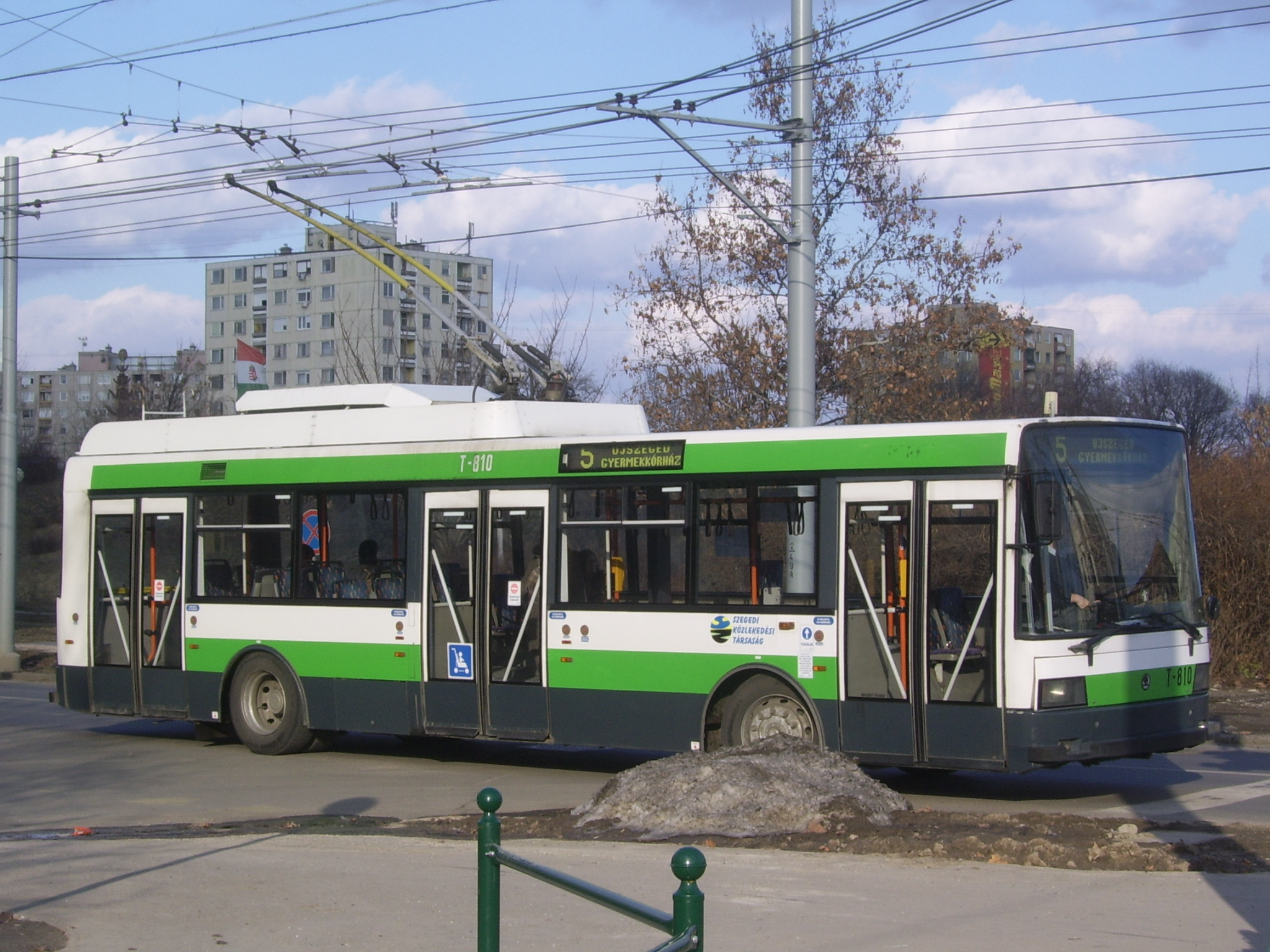
ハンガリー：セゲド
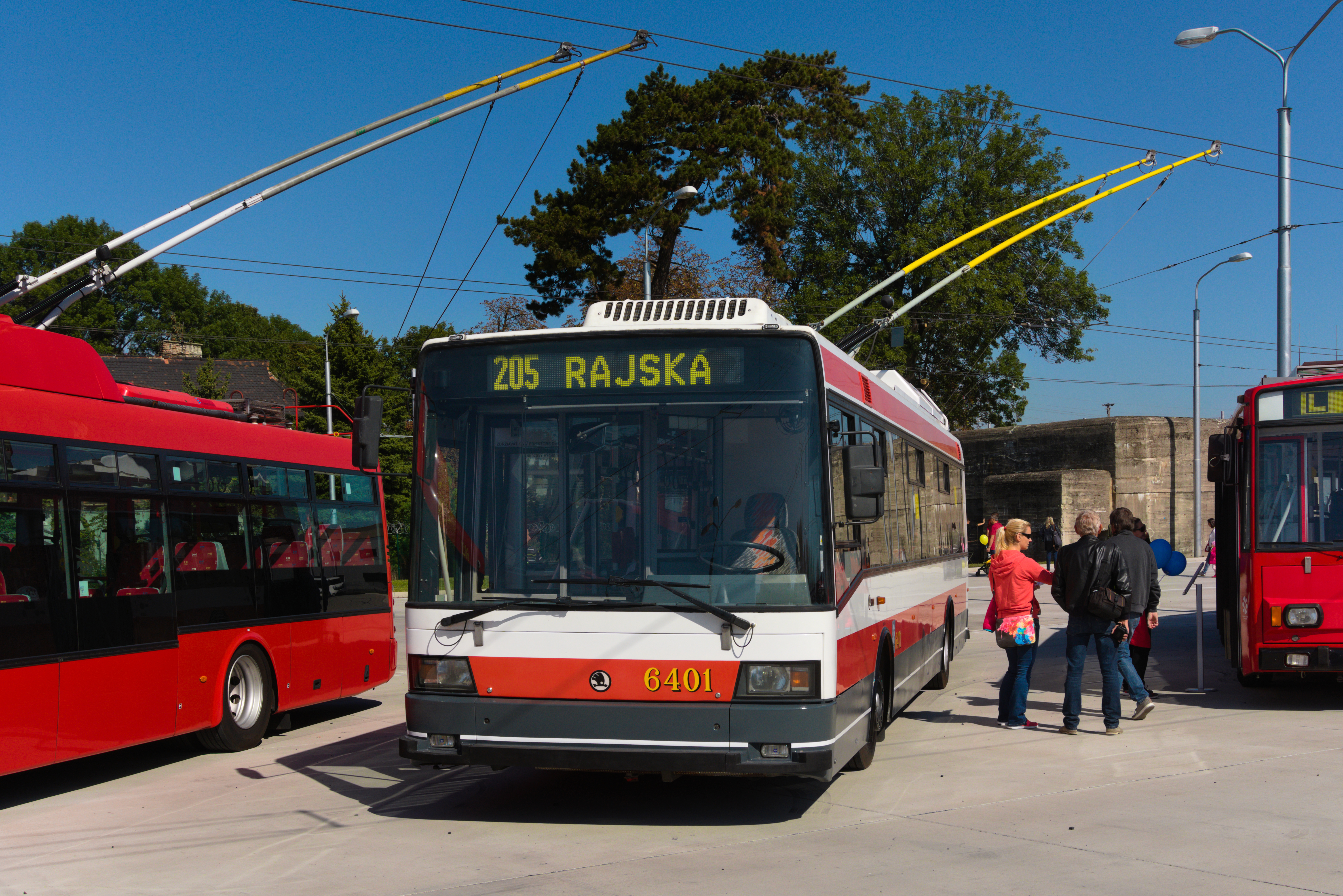
スロバキア：ブラチスラヴァ

## 関連形式
- シュコダ22Tr - シュコダ21Trと同時に開発され、同一の車体デザインや機器を有する連節バス[21]。
- シュコダ21Ab（チェコ語版） - シュコダ21Trと同型の車体を有する、オストロフ工場製のノンステップバス。チェコの各都市に導入されたが、そのうちプルゼニとオストラヴァで廃車となった車両の一部がハンガリーのセゲド（セゲド・トロリーバス（ハンガリー語版））へ譲渡され、2010年代以降トロリーバスへの改造工事が行われている[3][20][4][22]。
- シュコダ21Eb - ニッケル・カドミウム電池を搭載した、シュコダ21Trと同型の車体を有する電気バス。2003年に試作車が製造された後、翌2004年から2010年までズノイモ市内の路線バス系統で営業運転に使用されたが、量産される事はなかった[20]。

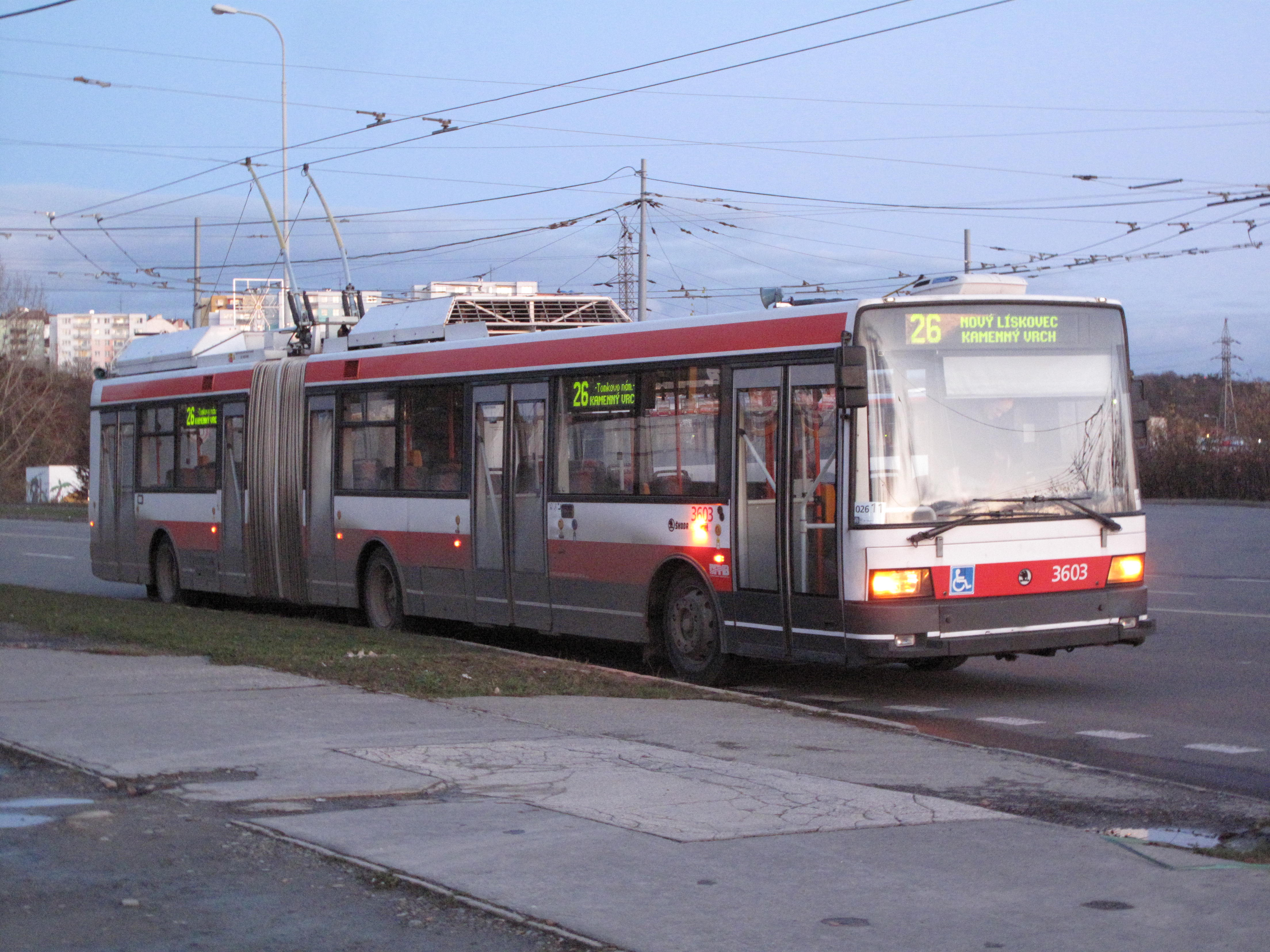
シュコダ22Tr（2009年撮影）
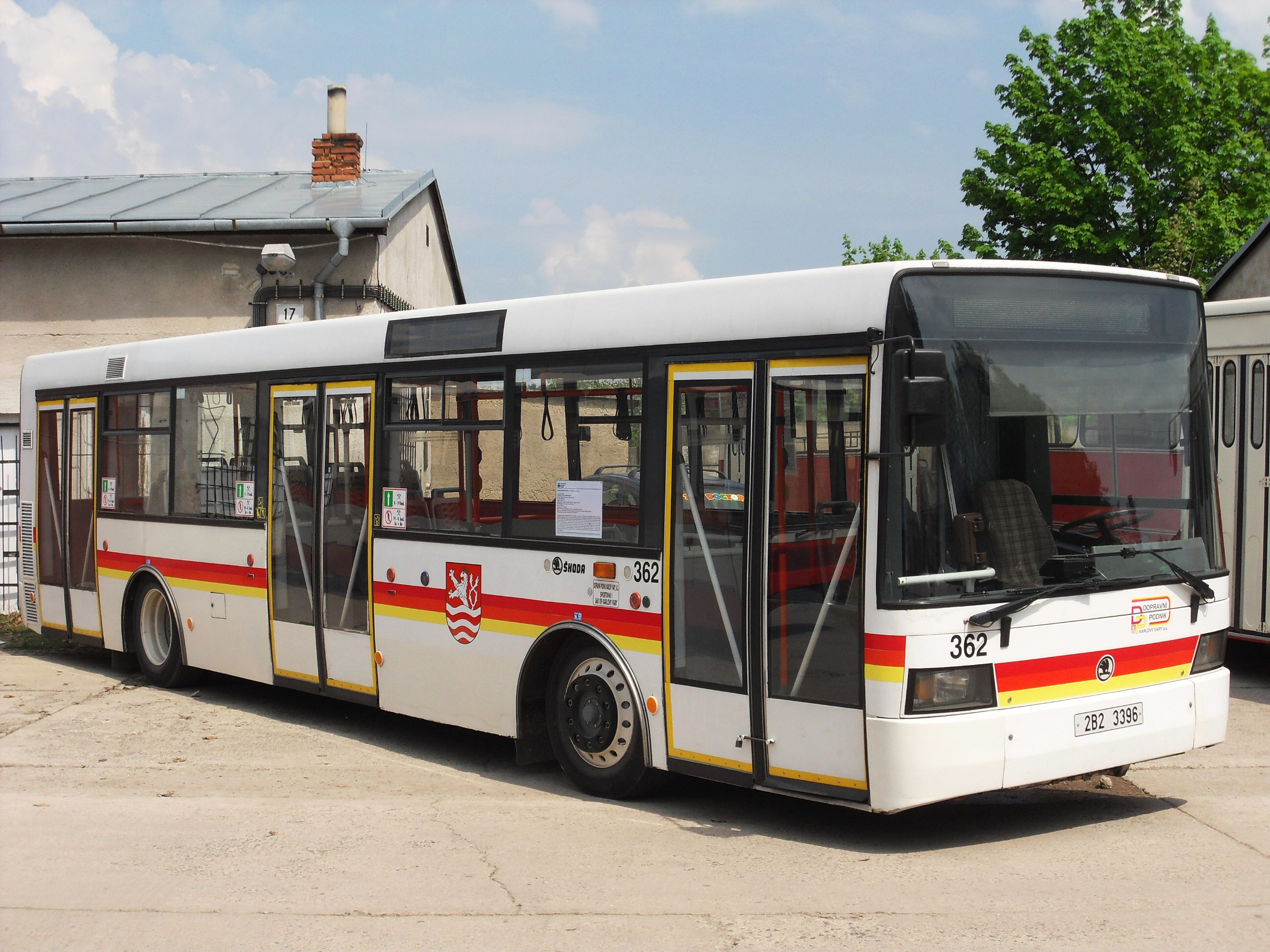
シュコダ21Ab（2011年撮影）

## 参考資料
- Martin Harák (2015-11-10). České trolejbusy historie a současnost, typy, technika, provoz. Praha: Grada Publishing a.s.. ISBN 978-80-247-5552-6